# HD 27022
HD 27022 är en ensam stjärna i den mellersta delen av stjärnbilden Giraffen. Den har en skenbar magnitud av ca 5,27 och är svagt synlig för blotta ögat där ljusföroreningar ej förekommer. Baserat på parallax enligt Gaia Data Release 2 på ca 9,5 mas, beräknas den befinna sig på ett avstånd på ca 344ljusår (ca 105 parsek) från solen. Den rör sig närmare solen med en heliocentrisk radialhastighet på ca -20 km/s och antas ingå i flödet av Ursa Major rörelsegrupp.

## Egenskaper
HD 27022 är en gul till vit underjättestjärna av spektralklass G4 III eller en ljusstark jätte av spektralklass G4 III med svaga spektrallinjer, som är vanligt för denna typ av stjärna. Den har en massa som är ca 2,6 solmassor, en radie som är ca 10 solradier och har ca 76 gånger solens utstrålning av energi från dess fotosfär vid en effektiv temperatur av ca 5 200 K.